# Congreso de los Estados Federados de Micronesia
El Congreso de los Estados Federados de Micronesia es el órgano unicameral que ostenta el poder legislativo en el mencionado país.

## Sistema electoral
Los 14 miembros del Congreso son elegidos por dos métodos; diez son elegidos en circunscripciones de un solo miembro por mayoría simple por un período de dos años y cuatro son senadores generales, uno elegido por cada estado por un período de cuatro años.

## Presidentes del Congreso
| Nombre             | Periodo                                 |
| ------------------ | --------------------------------------- |
| Bethwel Henry      | 1979–1987                               |
| Jack Fritz         | 1987–2003                               |
| Peter M. Christian | 12 de mayo de 2003 – 11 de mayo de 2007 |
| Isaac V. Figir     | 11 de mayo de 2007 – 11 de mayo de 2013 |
| Dohsis Halbert     | 11 de mayo de 2013 – 11 de mayo de 2015 |
| Wesley Simina      | 11 de mayo de 2015 – 11 de mayo de 2023 |
| Esmond Moses       | 11 de mayo de 2013 – presente           |

## Requisitos
Para ser miembro del Congreso, ya sea por elección por igualdad estatal (senador general) o por elección por población, se deben cumplir los siguientes requisitos, de acuerdo con el Artículo 9 de la Constitución.
- Debe tener al menos 30 años de edad al día de la elección.
- Debe haber residido en el estado por el que fue elegido durante al menos 5 años.
- Debe haber sido ciudadano de Micronesia durante al menos 15 años.
- No haber sido condenado por un delito grave.